# Ischli klauzula
Az ischli klauzula egy 1898-as törvényjavaslat közkeletű gúnyelnevezése volt, aminek tartalma, pontosabban 5. §-a kimondta az osztrák-magyar gazdasági kiegyezés egyoldalú, ideiglenes meghosszabbítását 1903-ig, változtatások nélkül, mivel annak kötelező 10 évenkénti törvény szerinti megújítása a kaotikus bécsi állapotok miatt nem volt lehetséges ekkoriban. A 48-as alapokon álló (vagyis a teljes kiegyezést elutasító) ellenzék ennek parlamenti elfogadását követően sikeresen szervezett országos utcai demonstrációkat, megbuktatva a Bánffy-kormányt.

## Története, leírása
1867. február 20-án az osztrák–magyar kiegyezés törvénybe iktatása révén létrejött közjogi kiegyezésen belül megszületett a két ország gazdasági kiegyezése is, amit azonban aszerint tízévente meg kellett újítani. A megújítás soros dátuma 1897-re esett.
A Bánffy-kormány ennek érdekében már egy évvel hamarabb megkezdte a tárgyalásokat az osztrák féllel, de a végül 1898-ban aláírt megállapodást a Reichsrathban (a bécsi parlament) az ellenzék általános obstrukciója miatt nem sikerült elfogadtatni (ezekben az években a bécsi ellenzék gyakorlatilag Ausztria teljes működését megbénította). Ez gazdasági értelemben negatívan hatott vissza Magyarországra.
Ennek kivédésére és részben Ferenc József nyomására a Monarchia stabilitásának megőrzése érdekében a magyar kormány Lukács László pénzügyminiszter vezérletével 1898-ban egy törvényjavaslatot dolgozott ki, ami alapján ezen ügyek az 1867. évi XII. törvénycikk 68. §-a értelmében, vagyis a két ország részéről egyoldalúlag is rendezhetőek lettek volna.
Ennek értelmében, azaz hogy Magyarország gazdasági érdekei ne legyenek a bécsi parlamenti pártok obstrukciós szeszélyeinek kitéve, a javaslat 5. §-a kimondta, hogy amennyiben a vám- és kereskedelmi viszonyok kérdéseire nézve a két állam között 1903 végéig sem jönne létre az 1867. évi XII. törvénycikkben előírt módon (azaz mindkét parlamentben törvényhozási úton) a megállapodás, azért, hogy a kérdések rendezés nélkül ne maradjanak, ideiglenesen, az Országgyűlés illetve a Reichsrat további intézkedéséig (de legkésőbb 1907-ig) a korábbi törvény marad érvényben annak addig elfogadott változtatásaival együtt. Az osztrák kormány is hasonlóképp cselekedett, szintén ideiglenesen meghosszabbítva a legutolsó, 1887-es megállapodást.
Mivel ezen javaslat gyakorlatilag a gazdasági kiegyezés megújítási jogának feladását jelentette, ennek törvényerőre emeléséért (1898. évi XXX. törvénycikk) az ellenzék hazaárulással vádolta meg a kormányt és országos sztrájokat valamint demonstrációkat szervezett. Ez, kiegészülve a pártkérdéssé tett Tisza-féle javaslat (Lex Tisza), azaz Tisza Kálmán véderőreform javaslata körüli vitákkal (és az ebből eredő kisebb pártszakadással) végül együttesen vezettek a Bánffy-kormány bukásához.
Az intézkedés gúnynevét Ischl (1906-tól Bad Ischl) népszerű osztrák fürdővárosról, a császári és királyi család hivatalos nyári lakhelyéről kapta.